# Prawo do korzystania z informacji geologicznej
Prawo do korzystania z informacji geologicznej – uprawnienie udzielane przez podmiot, któremu przysługuje prawo do informacji geologicznej, upoważniające do korzystania z informacji geologicznej.
W praktyce legitymowanie się prawem do korzystania z informacji geologicznej jest konieczne w celu pozyskania koncesji na wydobywanie kopalin ze złóż, podziemne bezzbiornikowe magazynowanie substancji lub podziemne składowanie odpadów, bowiem niezbędnym elementem wniosków o udzielenie koncesji na ww. rodzaje działalności jest załączenie dowodu na przysługiwanie prawa do korzystania z informacji geologicznej (art. 26 ust. 2 pkt 1, art. 27 ust. 2 PGG).

Prawo to może przysługiwać:
- na podstawie ustawy – w przypadku osób, które poniosły koszt prac geologicznych prowadzonych na podstawie koncesji na poszukiwanie lub rozpoznawanie złoża kopaliny albo decyzji zatwierdzającej projekt robót geologicznych;
- na podstawie umowy – zawieranej przez osobę zainteresowaną ze Skarbem Państwa.

## Odpłatność korzystania z informacji geologicznej
Zasadą jest bezpłatność korzystania z informacji geologicznej. Zgodnie z art. 99 ust. 2 PGG, osoba, która sfinansowała koszt prac geologicznych, ma prawo do bezpłatnego korzystania z wytworzonej informacji geologicznej, o ile prace geologiczne były prowadzone na podstawie koncesji lub decyzji zatwierdzającej projekt robót geologicznych. Korzystanie z informacji geologicznej jest odpłatne jedynie w przypadku, gdy ma służyć:
- wydobywaniu kopalin ze złóż;
- podziemnemu bezzbiornikowemu magazynowaniu substancji lub podziemnemu składowaniu odpadów;
- działalności wymagającej pozwolenia wodnoprawnego;
- pracom, w wyniku których nastąpi uszkodzenie, zniszczenie lub zużycie próbki geologicznej;
- działaniom, w wyniku których nastąpi udostępnienie danych geologicznych;

o czym stanowią przepisy art. 100 ust. 1-3 PGG.